# 森本修
森本 修（もりもと おさむ、1919年1月1日- 1998年9月28日 ）は、日本の農林官僚。農林中央金庫理事長を務めた。

## 来歴・人物
和歌山県海南市出身。1941年に東京帝国大学法学部政治学科を卒業し、1942年に農林省に入省した。1965年6月に農林経済局長に就任し、1966年9月に農政局長、1968年6月に水産庁長官、1969年11月に食糧庁長官、1970年8月に農林事務次官、1973年7月に農業信用保険協会理事長を経て、1977年5月には農林中央金庫理事長に就任。1991年5月に特別顧問に就任。
1991年4月に勲一等瑞宝章を受章。
1998年9月28日、心不全のために死去。79歳没。